# Cápsula articular do joelho
A cápsula articular da articulação do joelho, também chamada de ligamento capsular,  é cápsula ampla e frouxa que contém a articulação do joelho. Ela é mais fina na frente e nas laterais e contém a patela, ligamentos, meniscos e as bursas do joelho. A cápsula consiste em uma membrana sinovial interna e uma membrana fibrosa externa separada por depósitos de gordura anterior e posteriormente.

## Membrana sinovial

Desdobramento do recesso suprapatelar

Anteriormente, a reflexão da membrana sinovial encontra-se no fêmur a alguma distância da cartilagem devido à presença da bolsa suprapatelar. Acima, a reflexão parece levantada do osso, devido ao tecido conjuntivo periosteal subjacente. Na postura em pé, a bolsa suprapatelar é aparentemente redundante. No entanto se desdobra quando o joelho é flexionado; para se abrir completamente quando o joelho for flexionado 130 graus. Durante a extensão do joelho, o músculo articular impede a compressão da bolsa suprapatelar. Na tíbia, o reflexo anterior e a fixação da membrana sinovial estão localizados próximos à cartilagem.
Anteriormente, a bolsa gordura infrapatelar se localiza abaixo da patela e entre as duas membranas. Estende-se desde a margem inferior da patela acima até a prega sinovial infrapatelar abaixo.
Posteriormente, a inserção femoral da membrana sinovial está localizada na margem cartilaginosa dos côndilos femorais lateral e medial, onde o espaço articular possui duas extensões dorsais. Entre eles, a membrana sinovial passa na frente dos ligamentos cruzados anterior e posterior. Esses ligamentos são intracapsulares e extra-articulares com sua fixação tibial localizada exatamente na margem da cartilagem. Ambos os meniscos lateral e medial estão, entretanto, localizados dentro da cápsula sinovial.

## Membrana fibrosa
É uma membrana fibrosa fina, mas forte, que é reforçada em quase toda a sua extensão por faixas.
Suas principais bandas de reforço são derivadas da fáscia lata e dos tendões que circundam a articulação.

## Bursas
As numerosas bursas ao redor da articulação do joelho podem ser divididas em comunicantes e não comunicantes :
- Bursas comunicantes:
  - A bursa suprapatelar, a maior bolsa, estende-se pelo espaço articular anterior e proximalmente.
  - O recesso subpoplíteo e a bursa semimembranosa estão localizados posteriormente e são muito menores
  - As bursas subtendíneas lateral e medial do gastrocnêmio estão localizadas na origem das duas cabeças do músculo gastrocnêmio .
- Bursas não comunicantes:
  - A bursa pré-patelar subcutânea está localizada na frente da patela.
  - A bursa infrapatelar [profunda] está localizada sob a patela, entre o ligamento patelar e a membrana fibrosa da cápsula articular. Em alguns casos, se se comunica com o espaço em comum.
  - Outras bursas menos regularmente presentes incluem a bursa subfascial pré-patelar, a subtendínea pré-patelar e a subcutânea pré-patelar .

Somando-se à complexa estrutura do espaço do joelho, é possível encontrar vestígios de três divisões septais embrionárias do espaço do joelho chamadas de plicas sinoviais: 
- A plica suprapatelar dividindo o recesso suprapatelar
- A plica infrapatelar, na frente do ligamento cruzado anterior, alcança desde a incisura intercondilar até a gordura do infrapatel
- A plica patelar medial, localizada adjacente à faceta medial da patela, corre verticalmente ao longo da cápsula articular medial

## Imagens adicionais

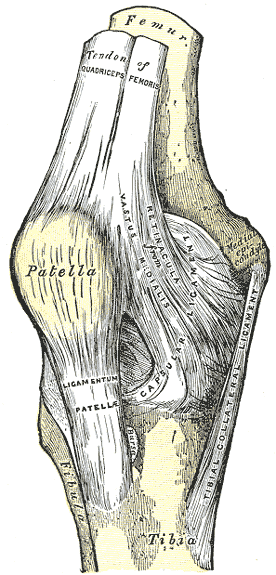
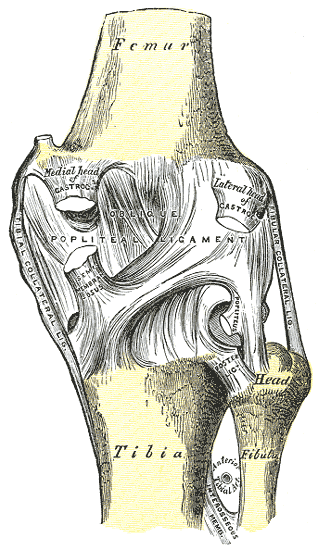
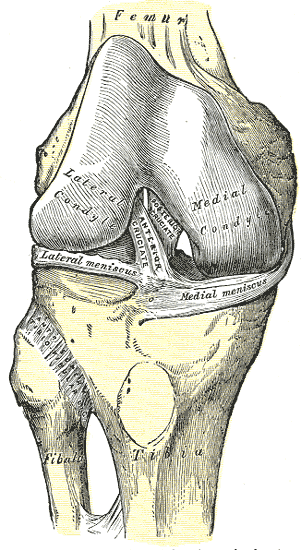
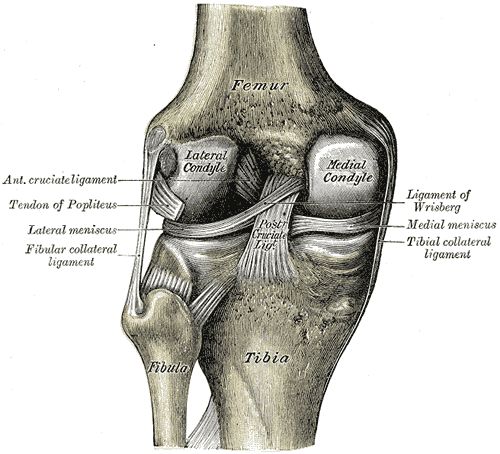
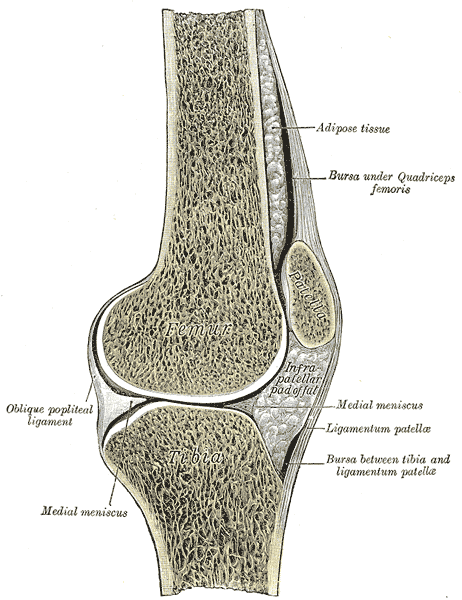